# Oude Gaarkeuken
Oude Gaarkeuken is een buurtje in de gemeente Westerkwartier in de Nederlandse provincie Groningen.

## Geschiedenis
In 1575/76 is een begin gemaakt met een vaarverbinding tussen Briltil en de Lauwers, maar die is na de gevangenneming van stadhouder Caspar de Robles weer dichtgegooid. Na de Reductie van Groningen is in 1595 alsnog die vaarverbinding gemaakt onder de naam Cornelsdiep, later Kolonelsdiep.
Omdat dit diep hier het Langs- of Wolddiep kruiste en daarmee de overgang tussen twee zijlvesten, werd hier een schutsluis aangelegd. Schippers moesten daarom hier wachten en er waren daarom een of meerdere gaarkeukens gevestigd. Het Kolonelsdiep werd echter slecht onderhouden en in de loop der tijd opnieuw (deels) dichtgegooid. In 1621 klaagden boeren uit Oldekerk en Niekerk waarvan de landerijen aan het diep nabij de sluis grensden over de slechte staat van de sluis, waardoor hun landerijen steeds onderliepen. De sluis werd gerepareerd, maar in 1625 was het weer mis. Uiteindelijk werd de sluis afgebroken met het verval van het diep. Nadat het Hoendiep was gegraven tussen 1654 en 1657, werd de nieuwe Gaarkeukensluis gebouwd in dit diep ten noorden van Oude Gaarkeuken. Deze plek wordt nu ook Gaarkeuken genoemd. Tussen 1930 en 1938 werd dit Hoendiep verbreed tot het Van Starkenborghkanaal. In 1940 werden resten van de oude sluis van Oude Gaarkeuken teruggevonden.